# Ophir Catenae
Le Ophir Catenae sono una formazione geologica della superficie di Marte.